# Matki, żony i kochanki
Matki, żony i kochanki (Nederlands: Moeders, echtgenotes en geliefden) was een Poolse televisieserie uit 1996 en 1998.

## Plot
Vier vrouwen ontmoeten elkaar op een reünie van hun oude school. Ze leiden tegenwoordig allemaal een ander soort leven, maar zijn allen toch op zoek naar hetzelfde: liefde. In elke aflevering wordt de situatie steeds meer gecompliceerd doordat ze allemaal iemand hebben die verliefd is op hun terwijl ze zelf verliefd zijn op een ander.

## Rolverdeling
| Acteur                 | Personage                 |
| ---------------------- | ------------------------- |
| Gabriela Kownacka      | Dorota Padlewska-Lindner  |
| Elżbieta Zającówna     | Hanka Trzebuchowska       |
| Anna Romantowska       | Wiktoria Zarychta-Sieja   |
| Małgorzata Potocka     | Wanda Popiolek-Otrębowska |
| Małgorzata Foremniak   | Teresa Smolarek           |
| Jan Englert            | Jerzy Lipert              |
| Leon Charewicz         | Cezary Sieja              |
| Pawel Wawrzecki        | Jan Otrebowski            |
| Krzysztof Kiersznowski | Robert                    |
| Grzegorz Lukawski      | Filip                     |

Enkel seizoen 1
| Acteur             | Personage |
| ------------------ | --------- |
| Anna Mamczur       | Iza       |
| Beata Kawka        | Monika    |
| Ewa Gawryluk       | Ewa       |
| Barbara Babilinska | Zofia     |

Enkel seizoen 2
| Acteur            | Personage       |
| ----------------- | --------------- |
| Grażyna Wolszczak | Elżbieta Kajzer |
| Anna Samusionek   | Janka           |
| Janusz Onufrowicz | Ludwik          |
| Piotr Polk        | Belmondo        |